# Títulos do Criciúma Esporte Clube
A lista a seguir contém títulos do Criciúma Esporte Clube conquistado em toda sua história.

## Profissionais

### Nacionais
- Copa do Brasil: 1: 1991
- Campeonato Brasileiro de Futebol - Série B: 1: 2002
- Campeonato Brasileiro de Futebol - Série C: 1: 2006

### Estaduais
- Campeonato Catarinense de Futebol: 12: 1968, 1986, 1989, 1990, 1991, 1993, 1995, 1998, 2005, 2013, 2023 e 2024.
- Campeonato Catarinense de Futebol - Série B: 1: 2022.
- Copa Santa Catarina: 1: 1993.
- Recopa Catarinense: 2: 2024 e 2025
- Taça Governador do Estado: 8: 1986, 1987, 1990, 1991, 1992, 1993, 1994 e 1995.

### Regional da Região da AMREC
- Campeonato Regional da LARM: 9:[1] 1949, 1950, 1951, 1955, 1957, 1958, 1960, 1961, e 1975.

### Municipais
- Troféu Cidade de Criciúma: 1955
- Troféu Maximiliano Gaidzinski: 1991
- Taça Cidade de Brusque: 1992
- Taça Cidade de Lages: 1992
- Taça Waldomiro Schultzler: 1993
- Troféu Jacy Casagrande: 2001
- Taça Dr. Adilson Alexandre Simas: 2003

## Juniores

### Nacionais
- Taça Londrina de Futebol Júnior: 1990
- L. Paulista/SP: 1996

### Estaduais
- Campeonato Catarinense de Futebol Júnior: 1984, 1989, 1990, 1991, 1993, 1994, 1995, 1999, 2000, 2004, 2010, 2011, 2013 e 2023.

## Juvenil

### Nacionais
- Campeonato Brasileiro Sub 17: 2008

### Estaduais
- Campeonato Catarinense de Futebol Juvenil: 1992, 1995, 1996, 1997, 2006, 2010, 2017, 2019 e 2021.

## Infantil

### Nacionais
- Copa do Brasil de Futebol Infantil: 1996

### Estaduais
- Campeonato Catarinense de Futebol Infantil: 1976.
- Joguinhos Abertos de Santa Catarina: 2005.

## Futsal

### Juvenil
- Campeonato Catarinense de Futebol Juvenil de Futsal: 1978.

## Estatísticas
```
Números de títulos do 
Criciúma Esporte Clube
.
```

### Profissional
- Copa do Brasil: 1 Vez
- Campeonato Brasileiro de Futebol - Série A: 0 vezes
- Campeonato Brasileiro de Futebol - Série B: 3 vezes
- Campeonato Brasileiro de Futebol - Série C: 1 vez
- Campeonato Catarinense de Futebol: 9 vezes
- Taça Governador do Estado: 8 vezes
- Copa Santa Catarina: 1 vezes
- Campeonato Regional da LARM: 9 Vezes
- Troféu Cidade de Criciúma: 1 Vez
- Troféu Maximiliano Gaidzinski: 1 Vez
- Taça Cidade de Brusque: 1 Vez
- Taça Cidade de Lages: 1 Vez
- Taça Waldomiro Schultzler: 1 Vez
- Troféu Jacy Casagrande: 1 Vez
- Taça Dr. Adilson Alexandre Simas: 1 Vez

### Júnior
- Taça Londrina de Futebol Júnior: 1 vezes
- L. Paulista: 1 vez
- Campeonato Catarinense de Futebol Júnior: 12 vezes

### Juvenil
- Campeonato Brasileiro Sub 17: 1 vez
- Campeonato Catarinense de Futebol Juvenil: 3 vezes
- JASC: 2 vezes

### Infantil
- Campeonato Brasileiro Sub 17: 1 vez
- Campeonato Catarinense de Futebol Infantil: 1 vez
- Joguinhos Abertos de Santa Catarina: 1 vez

### Futsal

#### Juvenil
- Campeonato Catarinense de Futebol Juvenil de Futsal: 1 vez

### Números
- Profissional: 4 títulos nacionais, 18 estaduais, 8 regionais, 7 municipais. Em um total de 37 conquistas
- Juniores: 2 títulos nacionais, 12 estaduais. Em um total de 14 conquistas
- Juvenil: 1 título nacional, 4 estaduais. Em um total de 5 conquistas
- Infantil: 1 título nacional, 2 estaduais. Em um total de 3 conquistas
- Futsal Juvenil: 1 título estadual
- Total: 8 títulos nacionais, 37 estaduais, 8 regionais, 7 municipais. Em um total de 60 conquistas

## Títulos e Campanhas de destaques
| Ano  | Campeonato                                           |
| ---- | ---------------------------------------------------- |
| 1949 | Campeão da LARM                                      |
| 1950 | Campeão da LARM                                      |
| 1951 | Campeão da LARM                                      |
| 1953 | Vice-Campeão da LARM                                 |
| 1955 | Campeão da Cidade de Criciúma                        |
| 1957 | Campeão da LARM                                      |
| 1958 | Campeão da LARM                                      |
| 1960 | Campeão da Cidade de Criciúma                        |
| 1968 | Campeão Catarinense de Futebol Profissional          |
| 1970 | Campeão da LARM                                      |
| 1975 | Campeão da LARM                                      |
| 1976 | Campeão Catarinense de Futebol Infantil              |
| 1977 | Vice-Campeão Catarinense de Futebol Profissional     |
| 1978 | Vice-Campeão Catarinense de Futebol Profissional     |
| 1978 | Campeão Catarinense de Futebol de Salão Juvenil      |
| 1980 | Vice-Campeão Catarinense de Futebol Profissional     |
| 1981 | Vice-Campeão Catarinense de Futebol Profissional     |
| 1984 | Vice-Campeão Catarinense de Futebol Profissional     |
| 1984 | Campeão Catarinense de Futebol Júnior                |
| 1986 | Campeão da LARM                                      |
| 1986 | Campeão da Taça Governador do Estado                 |
| 1986 | Campeão da Taça Pedro Lopes                          |
| 1986 | Campeão da Taça 25 anos UFSC                         |
| 1986 | Campeão Catarinense de Futebol Profissional          |
| 1986 | Campeão do Grupo H do Torneio Paralelo               |
| 1987 | Campeão da Taça Governador do Estado                 |
| 1987 | Vice-Campeão Regional de Futebol de Salão            |
| 1987 | Campeão da Taça Aderbal Ramos da Silva               |
| 1987 | Vice-Campeão Catarinense de Futebol Profissional     |
| 1987 | 8º Lugar no Camp. Brasileiro de Futebol Profissional |
| 1988 | Campeão da Taça Salim Mussi Miguel                   |
| 1989 | Campeão da Taça 10 anos da RBS TV                    |
| 1989 | 3º Lugar V Taça Belo Horizonte de Futebol Júnior     |
| 1989 | Campeão Catarinense de Futebol Júnior                |
| 1989 | Campeão Catarinense de Futebol Profissional          |
| 1990 | Campeão da Taça Governador do Estado                 |
| 1990 | Campeão do Troféu \"A Notícia                        |
| 1990 | Bicampeão Catarinense de Futebol Júnior              |
| 1990 | Bicampeão Catarinense de Futebol Profissional        |
| 1990 | 3º Lugar na Copa do Brasil                           |
| 1990 | Campeão da Taça Londrina de Futebol Júnior           |
| 1991 | Campeão da Taça Governador do Estado                 |
| 1991 | Tri-Campeão Catarinense de Futebol Júnior            |
| 1991 | Tri-Campeão Catarinense de Futebol Profissional      |
| 1991 | CAMPEÃO DA COPA DO BRASIL                            |
| 1991 | Campeão do Troféu Maximiliano Gaidzinski             |
| 1991 | Campeão da Taça \"Diário Catarinense                 |
| 1992 | Campeão Catarinense de Futebol Juvenil               |
| 1992 | 5º Lugar na Taça Libertadores da América             |
| 1992 | Campeão da Taça Cidade de Brusque                    |
| 1992 | Campeão da Taça Cidade de Lages                      |
| 1992 | 3º Lugar no Campeonato Brasileiro da Div. Interm     |
| 1992 | 7º Lugar na Copa do Brasil                           |
| 1992 | Campeão da Taça Governador do Estado                 |
| 1993 | Campeão da Taça Governador do Estado                 |
| 1993 | Campeão Catarinense de Futebol Profissional          |
| 1993 | Campeão da Taça Waldomiro Schultzler                 |
| 1993 | Campeão Catarinense de Futebol Júnior                |
| 1993 | Campeão da Copa Santa Catarina                       |
| 1994 | Campeão da Taça Governador do Estado                 |
| 1994 | Vice-Campeão Catarinense de Futebol Profissional     |
| 1994 | 3º Lugar U.S.S. Cup Japão Sub 16                     |
| 1994 | Campeão Catarinense de Futebol Júnior                |
| 1995 | Vice-Campeão Torneio Internacional Santiago Juvenil  |
| 1995 | Hexacampeão da Taça Governador do Estado             |
| 1995 | Campeão Catarinense de Futebol Profissional          |
| 1995 | Tricampeão Catarinense de Futebol Júnior             |
| 1995 | Bicampeão Catarinense de Futebol Juvenil             |
| 1996 | Campeão 8ª Copa Brasil Fut. Infantil                 |
| 1996 | L. Paulista/SP                                       |
| 1996 | 4º Colocado 1º Camp. Brasileiro Sub-16               |
| 1996 | Vice-Campeão Taça Londrina de Futebol Júnior         |
| 1997 | Vice-Campeão 9ª Copa Brasil Fut. Inf                 |
| 1997 | L. Paulista/SP                                       |
| 1998 | Vice-Campeão Torneio Internacional Santiago Juvenil  |
| 1998 | Campeão Catarinense de Futebol Profissional          |
| 1998 | Vice-Campeão da Copa Santa Catarina                  |
| 1998 | 5º Lugar Campeonato Brasileiro Série B               |
| 1999 | Campeão T. Gustavo Kuerten                           |
| 1999 | 2º Turno Catarinense                                 |
| 2000 | Bicampeão Catarinense de Futebol Júnior              |
| 2001 | Campeão T. Jacy Casagrande                           |
| 2001 | 2º Turno Catarinense                                 |
| 2001 | Vice-Campeão Catarinense de Futebol Profissional     |
| 2002 | Vice-Campeão Catarinense de Futebol Profissional     |
| 2002 | CAMPEÃO BRASILEIRO SÉRIE B                           |
| 2003 | Campeão Grupo A Camp. Catarinense                    |
| 2003 | Taça Dr. Adilson Alexandre Simas                     |
| 2004 | Campeão Catarinense de Futebol Júnior                |
| 2004 | Vice-Campeão JASC                                    |
| 2004 | 3º Lugar Camp. Catarinense Juvenil                   |
| 2004 | Vice-Campeão Catarinense Infantil                    |
| 2005 | Campeão Catarinense Futebol Profissional             |
| 2005 | Vice-Campeão Catarinense Juvenil                     |
| 2005 | Vice-Campeão Catarinense Infantil                    |
| 2005 | Campeão JASC                                         |
| 2005 | Campeão Joguinhos Abertos SC                         |
| 2006 | CAMPEÃO BRASILEIRO SÉRIE C                           |
| 2007 | Vice-Campeão Catarinense de Futebol Profissional     |
| 2007 | Vice-Campeão Catarinense de Futebol Júnior           |
| 2008 | Vice-Campeão Catarinense de Futebol Profissional     |
| 2008 | Vice-Campeão Catarinense de Futebol Profissional     |
| 2008 | Campeão Brasileiro Sub-17                            |
| 2010 | Campeão Catarinense de Futebol Júnior                |
| 2010 | 3º Lugar Camp. Brasileiro Série C                    |
| 2011 | Vice-Campeão Catarinense de Futebol Profissional     |
| 2011 | Campeão do JASC                                      |
| 2011 | Bicampeão Catarinense de Futebol Júnior              |

Fonte: 